# Fedelesfalva
Fedelesfalva (ukránul: Крите) falu Ukrajnában, Kárpátalján, a Munkácsi járásban.

## Fekvése
Munkácstól északra, Nádaspatak és Hegyrét közt fekvő település.

## Története
A Pallas nagy lexikona 1891-ben írta a településről:
Fedelesfalva kisközség Bereg vármegye munkácsi járásában, 146 ruthén lakossal. 1581-ben Mágócsi Gáspár, Munkács birtokosa a Fedeles nevü családnak kenézi kiváltságot adott arra nézve, hogy Olenyova falut benépesítse; ehelyett azonban a családbeliek itt telepedtek le és az irtott erdőterületen idegen jobbágyokat megszállítván, a falut a kenéz család nevéről Fedelesfalvának nevezték el. 1711-ben a svédek itt nagy pusztitást vittek végbe.
A trianoni békeszerződés előtt Bereg vármegye Latorczai járásához tartozott.
1910-ben 227 lakosából 28 német 199 ruszin volt. Ebből 199 görögkatolikus, 28 izraelita volt.